# Port lotniczy Sármellék

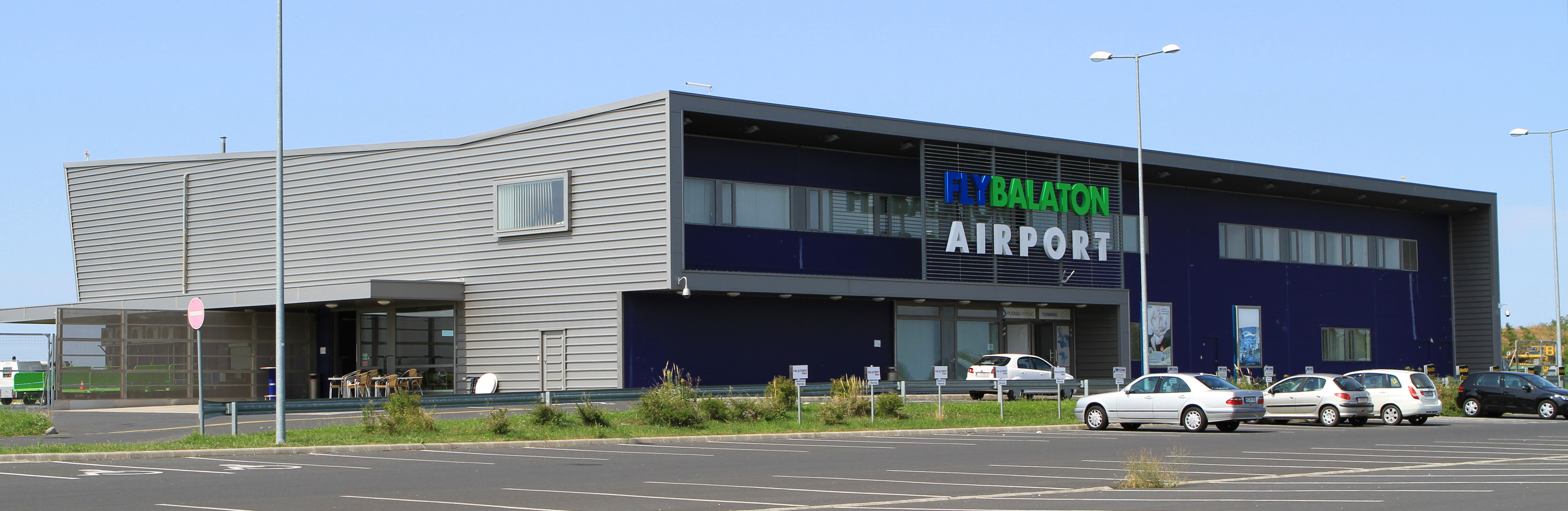
Airport FlyBalaton

Port lotniczy Sármellék (IATA: SOB, ICAO: LHSM) – międzynarodowy port lotniczy położony w Sármellék, 11 km na południe od Hévíz, na zachód od jeziora Balaton. Jest jednym z największych portów lotniczych na Węgrzech.

## Linie lotnicze i połączenia
Od grudnia 2022 r. nie ma już regularnych lotów pasażerskich do i z Heviz-Balaton. 